# Clyde Bruckman's Final Repose
"Clyde Bruckman's Final Repose" é o quarto episódio da terceira temporada da série de ficção científica The X-Files. Ele foi exibido pela primeira vez nos Estados Unidos em 13 de outubro de 1995 pela Fox. O episódio foi escrito por Darin Morgan e dirigido por David Nutter, possuindo a participação especial de Peter Boyle como o titular Clyde Bruckman. Este é um episódio autônomo, como a maioria dos episódios de The X-Files, sem nenhuma conexão com o arco de mitologia da série. "Clyde Bruckman's Final Repose" teve um índice Nielsen de 10.2 e foi assistido por 15.38 milhões de telespectadores. O episódio foi um enorme sucesso, vencendo dois Primetime Emmy Awards.
A série centra-se nos agentes especiais do FBI Fox Mulder e Dana Scully que trabalham em casos ligados ao paranormal, chamados de Arquivos X. Neste episódio, Mulder e Scully investigam os assassinatos de vários médiuns e videntes. Els recebem ajuda de Clyde Bruckman, uma indivíduo enigmático e relutante que possui a habilidade de prever como as pessoas vão morrer.
Morgan queria escrever um episódio de The X-Files onde algum dos personagens cometeria suicídio no final. Apesar do roteirista inicialmente ter ficado relutante em colocar humor no roteiro, ele compensou ao deixar o episódio o mais sombrio possível. O nome de vários personagens fazem referência a atores e roteiristas do cinema mudo. Notavelmente, "Clyde Bruckman's Final Repose" possui uma previsão de Bruckman – que a Agente Scully não vai morrer – que é mais tarde finalizada no episódio "Tithonus", da sexta temporada.

## Enredo
Em uma loja, Clyde Bruckman compra bilhetes de loteria e um jornal antes de sair. Na rua ele quase tromba com um homem, que vai até uma vidente. A vidente é uma quiromante que se veste e fala como uma cigana. Após querer saber sobre seu futuro, o homem ataca e mata a mulher.
Alguns dias depois, outra vidente foi encontrada morta com seus olhos e tripas removidas. Os agentes Fox Mulder e Dana Scully chegam na cena do crime para ajudar a polícia local, que pediram a ajuda do excêntrico médium Estupendo Yappi. Apesar dele dar algumas pistas vagas, os policiais ficam impressionados. Porém, tanto Scully quanto Mulder ficam céticos, especialmente após Yappi afirmar que Mulder, e não Scully, é o cético na sala "interferindo com sua energia psíquica".
Enquanto isso, depois de Bruckman tirar o seu lixo e o de uma vizinha, ele descobre o corpo de um vidente em sua lixeira. Quando interrogado por Mulder e Scully, ele revela detalhes sobre o crime que apenas os policiais poderiam saber, o que faz Mulder crer que Bruckman tem a habilidade de prever a morte de alguém. Mulder insiste para que ele visite a outra cena do crime. Com as informações de Bruckman, eles conseguem encontrar outro corpo.
Mulder, Scully e Bruckman em seguida vão para uma floresta, encontrando outro corpo. Bruckman explica que adquiriu sua habilidade após a morte de The Big Bopper em um acidente de avião. Bruckman prevê a morte de Mulder, dizendo que ele terá sua garganta cortada pelo assassino depois de pisar em uma torta. Apesar de Scully não acreditar nos poderes de Bruckman, os dois desenvolvem uma amizade. Ele pergunta por que ela não quer saber como vai morrer. Ela vacila e deixa ele contar, mas Bruckman, alegre e enigmaticamente, simplesmente diz, "Você não vai". Ele conta a Scully que os dois terminarão juntos em uma cama, um momento que eles não vão esquecer. Isso reforça o ceticismo dela.
Bruckman recebe um bilhete do assassino dizendo que ele irá morrer. Em resposta, os agentes o levam para um hotel onde o detetive Havez faz guarda. Quando estão de saída, os agentes trombam com o carregador que está levando comida para o quarto de Bruckman. Descobre-se que o carregador é o assassino. Ele mata Havez e prepara-se para fazer o mesmo com Bruckman. Enquanto isso, Scully percebe que o carregador é o assassino e corre de volta para o hotel. Mulder persegue o assassino pela cozinha e a cena ocorre da mesma maneira que a premonição de Bruckman, porém quando o assassino ataca Mulder, Scully atira nele – Bruckman havia visto os últimos pensamentos do assassino, não a morte de Mulder.
Mulder e Scully voltam para o apartamento de Bruckman e descobrem que ele cometeu suicídio ao amarrar um saco plástico em sua cabeça. Scully senta-se ao lado dele na cama segurando sua mão, emocionada, da mesma maneira que ele havia previsto. Naquela noite, Scully vê um comercial do Estupendo Yappi, enfurecendo-a a ponto de jogar seu telefone na televisão.

## Produção

### Desenvolvimento

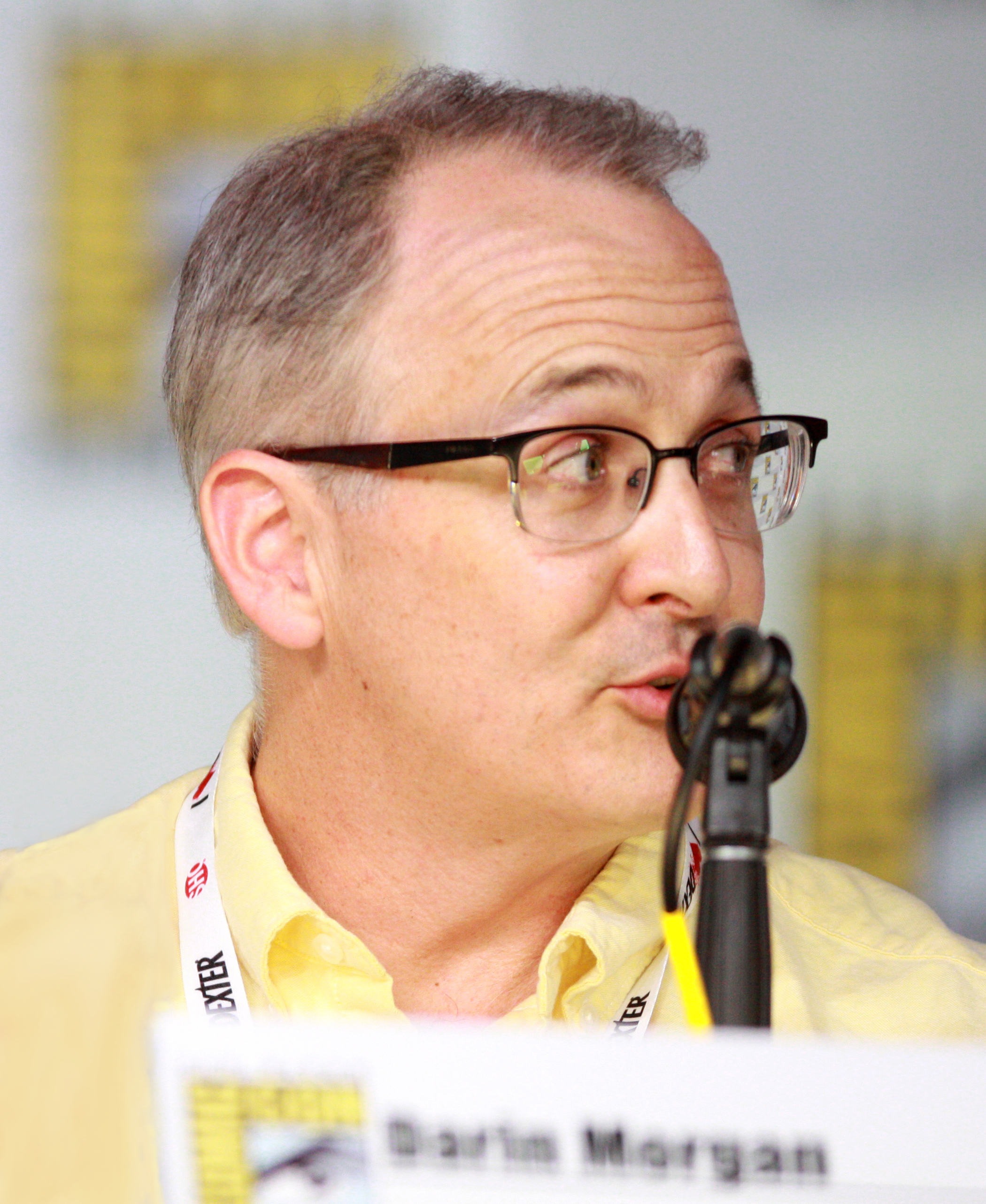
Morgan queria escrever um episódio sombrio, porém acabou adicionando várias piadas.

Este foi o segundo episódio de The X-Files escrito por Darin Morgan. O roteirista estava de mau humor na época, e decidiu criar um enredo onde um personagem comete suicídio no final. A piada sobre a prevista morte de Fox Mulder ser por asfixia autoerótica foi inspirada por piadas anteriores sobre o interesse de Mulder em pornografia. Também foi inspirado em um livro que Morgan leu sobre investigações reais de homicídios. Ele também afirma ter assistido várias vezes o episódio "Beyond the Sea", da primeira temporada, que possui um vidente questionável, querendo escrever um roteiro no mesmo estilo. Morgan ficou com medo de colocar muita comédia no episódio, como em "Hambug", seu roteiro anterior, e propositalmente tentou deixá-lo o mais sério e sombrio possível, apenas para adicionar várias piadas na época em que o rascunho final foi finalizado. O nome "Clyde Bruckman" faz referência ao verdadeiro Clyde Bruckman, um roteirista e diretor de comédias do cinema mudo que se suicidou. Os nomes dos detetives Havez e Cline também fazem referência a um roteirista e diretor do cinema mudo (Jean Havez e Edward F. Cline, respectivamente). Uma das vítimas, Claude Dukenfield, é uma referência ao verdadeiro nome de W. C. Fields. O nome do hotel, "Le Damfino", é uma referência ao barco usado por Buster Keaton no filme The Boat.
A enigmática previsão de Bruckman de que Dana Scully não iria morrer era o início de um arco de história menos conhecido que originalmente deveria revelar que ela era imortal. O subenredo, popular entre os fãs na internet, foi comprovado por Frank Spotnitz. Porém, Spotnitz mais tarde admitiu que esse subenredo foi finalizado em "Tithonus", da sexta temporada, que mostra Scully começando a morrer e então voltando a vida, realizando a previsão de Bruckman. Ele mais tarde disse que o final foi "muito satisfatório".

### Seleção de elenco
O papel de Clyde Bruckman foi originalmente escrito com Bob Newhart em mente, mas Peter Boyle acabou sendo o escolhido. Chris Carter, criador da série e produtor executivo, preferia não selecionar atores conhecidos, mas achou que Boyle era muito talentoso e ignorou sua preferência para este episódio. O personagem do Estupendo Yappi foi escrito especificamente para Jaap Broeker, o dublê de corpo de David Duchovny. Ele apareceria novamente no episódio "Jose Chung's From Outer Space", também escrito por Morgan. Stu Charno, que interpretou o papel do assassino, é o marido de Sara Charno, ex-roteirista da série.

### Pós-produção
O supervisor de efeitos visuais Mat Beck e o supervisor de maquiagem Toby Lindala criaram a elaborada sequência de sonho onde o corpo de Bruckman se decompõe. Os dois usaram costelas feitas de fio de cobre junto com pele falsa que derretia como gelatina quando os fios eram aquecidos. O efeito precisou de oito estágios diferentes para ser realizado, começando com Boyle, progredindo para um boneco e eventualmente para um esqueleto gerado por computação gráfica. O corte original do episódio era dez minutos muito longo, o que resultou em várias cenas entre Bruckman e Scully sendo removidas.

## Repercussão
"Clyde Bruckman's Final Repose" estreou nos Estados Unidos em 13 de outubro de 1995. Ele teve um índice Nielsen de 10.2 e uma participação de 18 pontos, significando que aproximadamente 10.2% de todos os domicílios com televisão e 18% de todos os domicílios com televisão ligada estavam assistindo a este episódio. O episódio foi assistido por 15.38 milhões de telespectadores. Ele foi escolhido como o décimo maior episódio da história da televisão pela TV Guide. O sucesso de "Clyde Bruckman's Final Repose" lhe rendeu dois Primetime Emmy Awards – Morgan venceu em Melhor Roteiro em Série Dramática e Boyle em Melhor Ator Convidado em Série Dramática.
David Duchovny considera este episódio o seu favorito da terceira temporada. David Nutter afirmou que foi um de seus trabalhos mais prazerosos como diretor. Ele também comentou, "O roteiro era tão firme, tão fresco e tão puro que eu acho, como diretor, que a única coisa que você precisa fazer é criar a atmosfera, estabelecer os personagens, estabelecer os planos e basicamente ficar invisível. Então você da um passo para trás e deixa acontecer". Spotnitz disse que o episódio funcionou em todos os níveis e é o seu favorito daqueles escritos por Morgan.
"Clyde Bruckman's Final Repose" foi aclamado pela crítica. O autor Phil Farrand avaliou este episódio como o seu terceiro favorito das primeiras quatro temporadas da série em seu livro The Nitpickers Guide to the X-Files. A Entertainment Weekly deu ao episódio uma nota A+, escrevendo "Boyle recebe muita ajuda de outro roteiro superlativo com várias risadas [...] Lindamente captura um dos temas primordiais do programa: destino e o isolamento do homem". Zack Handlen da The A.V. Club deu ao episódio uma nota A, elogiando seu final ao dizer, "Para um episódio que termina com um personagem simpático se matando, 'Bruckman' não é o que eu chamaria de deprimente". A IGN o escolheu como o melhor episódio autônomo de The X-Files, escrevendo que "é um distinto episódio da série, misturando um bom humor [...] com negócios bem desagradáveis" e, "Em 44 minutos, Boyle cria um personagem totalmente formado que deixa um grande impacto em sua única aparição". O Topless Robot o elegeu como o nono episódio mais engraçado do programa". O Starpulse o colocou como o terceiro melhor de The X-Files. E a io9 o colocou em sua lista dos "10 Episódios que Mudaram a Televisão".